# Torrazzo di Cremona

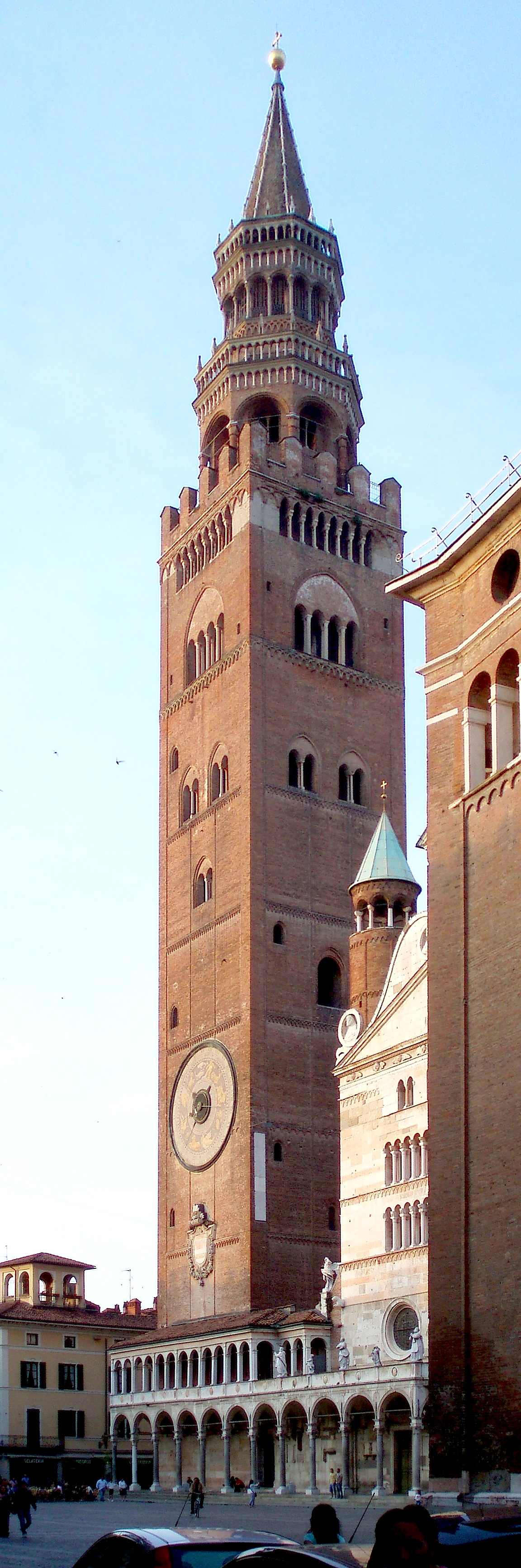
Vista de la torre.

El Torrazzo de Cremona es la torre-campanario de la catedral de Cremona, el símbolo de la propia ciudad lombarda.
Con sus 112,27 metros de altura y un total de 502 peldaños, es el tercer campanil más alto del mundo construido en ladrillo, después de la torre de la iglesia de San Martín de Landshut, en Baviera (Alemania), y de la Iglesia de Nuestra Señora de Brujas (Bélgica). 

## Historia
La tradición popular establece que la construcción de la torre cremonesí comenzó en el año 754. Pero en realidad se empezó a construir en el siglo XIII y se terminó el siglo siguiente. Se hizo en 4 fases:
- 1230: hasta el tercer nivel.
- 1250-1267: hasta el cuarto nivel.
- Ca. 1284.
- Construcción de la aguja de mármol en 1309.

La altitud del Torrazzo es visible en una placa de la pared de la planta baja de la torre, que indica 250 braccia y 2 once cremonesi, lo que corresponde a casi 111 metros de altura, según el antiguo sistema de medida de la ciudad.

## Reloj y campanas

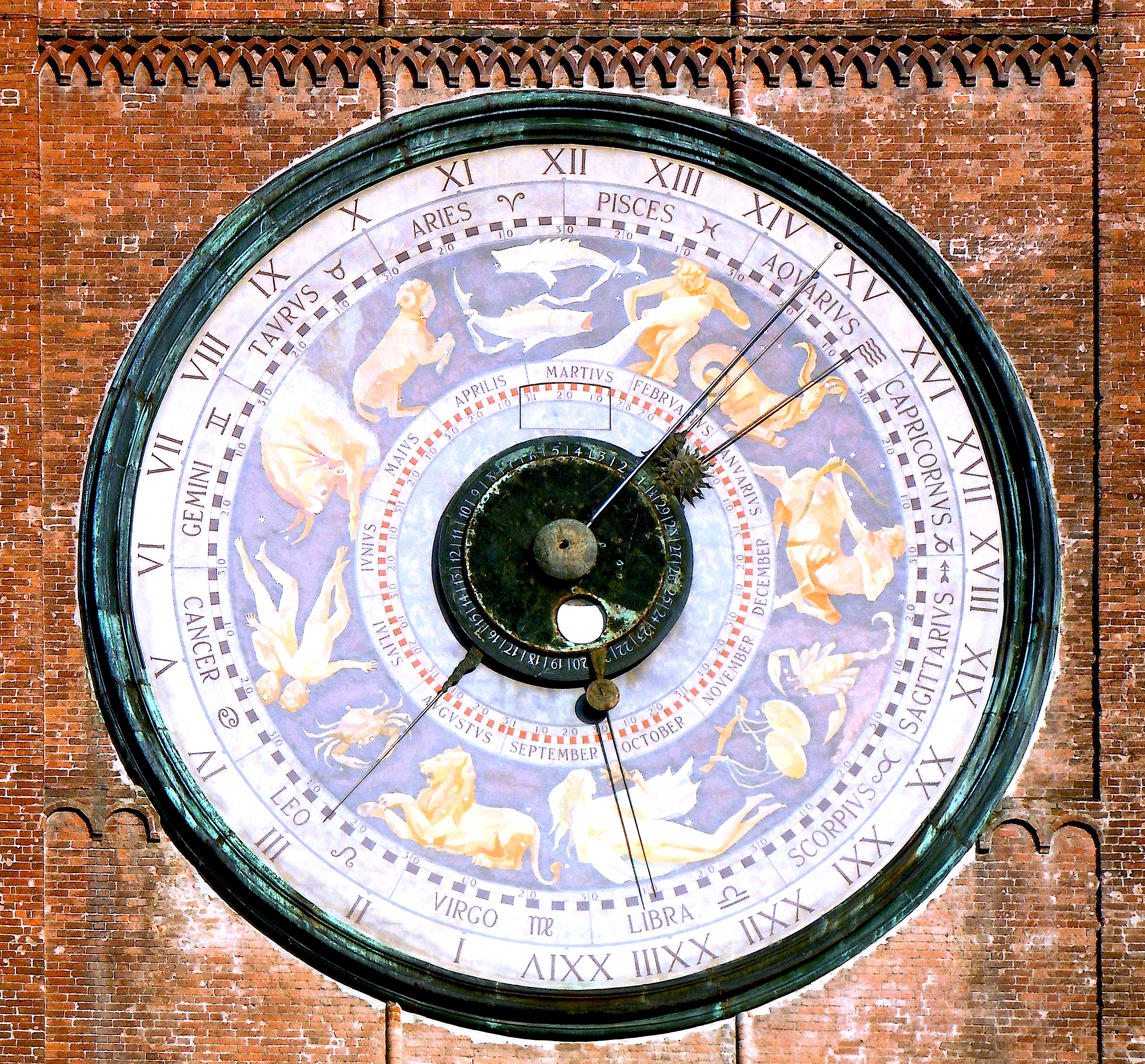
El reloj astronómico de la torre, el más grande del mundo de su tipo.

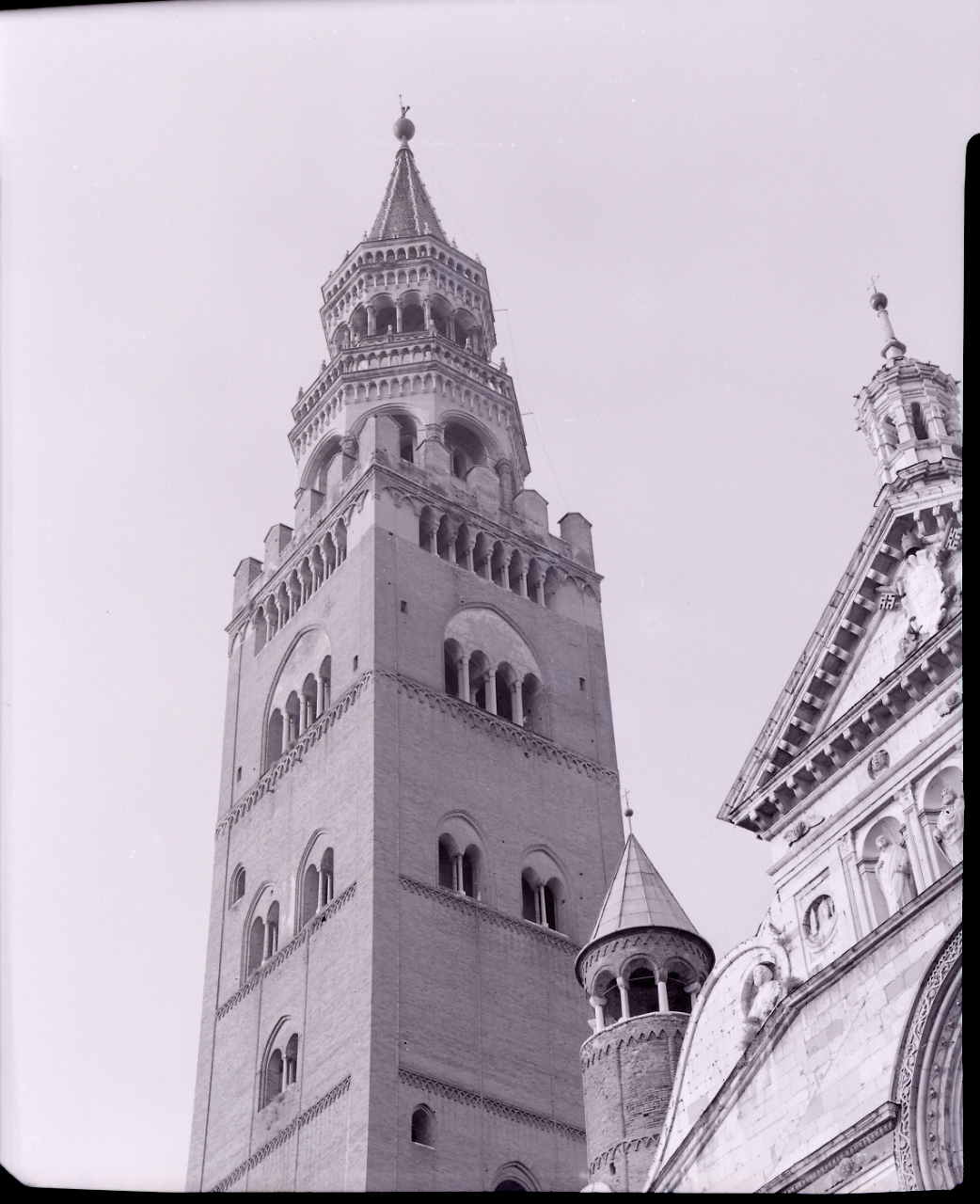
Foto de Paolo Monti, 1965

En el cuarto piso de la torre se encuentra el reloj astronómico más grande del mundo, que tiene un diámetro de 8 metros y fue desarrollado por Francesco y Giovan Battista Divizioli (padre e hijo) desde 1583 hasta 1588. El reloj muestra el cielo con las constelaciones zodiacales atravesadas por el movimiento del Sol y de la Luna.
Las excavaciones arqueológicas llevadas a cabo en la década de los años 1980 han demostrado la presencia de estructuras anteriores a la torre, que deben atribuirse a un cementerio situado cerca de la antigua catedral o a las estructuras anteriores de los romanos.
El Torrazzo tiene 7 campanas afinadas en LA mayor, todas fundidas en 1744 por el fundidor milanés Bartolomeo Bozzio. Existe edemás una octava campana, llamada “campana de las horas” y fundida en 1581, que emite notas en RE bemol.